# Brad Emaus
Bradley Mark Emaus (né le 28 mars 1986 à Kalamazoo, Michigan, États-Unis) est un joueur de deuxième but des Ligues majeures de baseball avec les Mets de New York.

## Biographie

### Carrière scolaire et universitaire
Après des études secondaires à la East Coweta High School de Sharpsburg (Géorgie (États-Unis)), Brad Emaus est drafté en juin 2004 par les Braves d'Atlanta au 18e tour de sélection. Il repousse l'offre et suit des études supérieures à l'Université Tulane de La Nouvelle-Orléans où il porte les couleurs de Tulane Green Wave de 2005 à 2007. Il joue principalement au troisième but lors de sa carrière universitaire.

### Ligues mineures
Emaus rejoint les rangs professionnels à l'issue de la draft de juin 2007 au cours de laquelle il est sélectionné par les Blue Jays de Toronto au onzième tour. Il perçoit un bonus de 100 000 dollars à la signature de son premier contrat professionnel le 15 juin 2006.
Il passe quatre saisons en Ligues mineures au sein de l'organisation des Blue Jays avec les Auburn Doubledays (A, 2007), les Dunedin Blue Jays (A+, 2008), les New Hampshire Fisher Cats (AA, 2009-2010) et les 51s de Las Vegas (AAA, 2010). Il accède au Triple-A le 1er juin 2010 et joue 87 matchs à ce niveau, dont 75 au troisième but. Avec Las Vegas, il affiche une moyenne au bâton de 0,298 pour dix coups de circuits, tous réussis à domicile.
Encore joueur de Ligues mineures, il est transféré chez les Mets de New York le 9 décembre 2010 via le repêchage de règle 5.

### Ligue majeure
Emaus fait ses débuts au plus haut niveau lors du match d'ouverture de la saison 2011 des Mets, le 1er avril 2011. Il est titulaire au deuxième but à cette occasion. Le lendemain, 2 avril, il obtient son premier coup sûr dans les majeures, un simple aux dépens de Ricky Nolasco, lanceur des Marlins de la Floride. Emaus joue 14 matchs pour les Mets, obtenant un point produit. Le 21 avril, il est retourné aux Blue Jays de Toronto qui l'échangent immédiatement aux Rockies du Colorado en retour du lanceur droitier des ligues mineures Chris Malone. Emaus termine la saison avec Colorado Springs, le club-école des Rockies.
Le 11 janvier 2012, les Rockies cèdent Emaus aux Red Sox de Boston. Libéré par les Sox le 8 avril sans avoir joué pour Boston, Emaus est rapatrié par les Mets de New York le 25 avril.